# Алиев, Алимирза Алиевич
Алиев Алимирза Алиевич (1933, Хлют, Рутульский район, Дагестанская АССР, РСФСР, СССР) — машинист бульдозера управления строительства дренажа № 2 треста «Дренажстрой» управления «Голодностепстрой» Министерства мелиорации и водного хозяйства Узбекской ССР. Герой Социалистического Труда.

## Биография
Родился селе Хлют Рутульского района Дагестана.
Работал машинистом бульдозера управления строительства дренажа № 2, треста «Дренажстрой», управления «Голодностепстрой».
За доблестный труд в освоении целинных и залежных земель указом Президиума Верховного Совета СССР от 30 апреля 1966 года Алимирзе Алиевичу Алиеву было присвоено высокое звание «Героя Социалистического Труда» с вручением ордена Ленина и Золотой медали «Серп и молот».